# Виноградов, Михаил Николаевич (генерал)
Михаил Николаевич Виноградов (14 октября 1868 — сентябрь 1960, Бельгия) — генерал-майор, герой Первой мировой войны, участник Белого движения.

## Биография
Родился 14 октября 1868 года. Начальное образование получил в Михайловском Воронежском кадетском корпусе, по окончании которого 1 сентября 1887 года был зачислен в 1-е военное Павловское училище. Выпущен в 1889 году подпоручиком (старшинство в чине установлено с 9 августа 1888 года) в 141-й пехотный Можайский полк. 9 августа 1892 года произведён в поручики и далее прошёл курс наук в Николаевской академии Генерального штаба, 6 мая 1900 года получил чин штабс-капитана.
В течение 3 лет 10 месяцев Виноградов являлся младшим офицером-воспитателем Одесского пехотного юнкерского училища, 6 мая 1901 года произведён в капитаны и затем около полутора лет был помощником инспектора классов Иркутского пехотного юнкерского училища.
После начала русско-японской войны Виноградов был переведён в действующую армию и в рядах 5-го Восточно-Сибирского стрелкового полка принимал участие в боях с японцами. 26 февраля 1908 года получил чин подполковника 8-го Восточно-Сибирского стрелкового полка.
Произведённый 6 декабря 1911 года в полковники Виноградов был назначен командиром 4-го батальона 160-го пехотного Абхазского полка, в рядах которого встретил начало Первой мировой войны. Принимал участие в боях в Восточной Пруссии. Высочайшим приказом от 11 ноября 1914 года награждён орденом св. Георгия 4-й степени.
За то, что в бою 7-го августа 1914 года под Киаутен проявил личную инициативу, не ожидая распоряжения начальника дивизии, повернул свой батальон с пулемётами в новом направлении, затем быстрым выдвижением против превосходных сил выручил соседнюю дивизию от грозившей опасности, с боя захватил неприятельскую позицию и удержал её до конца боя, чем значительно способствовал достижению успеха боя.
С октября 1914 года командовал 117-м пехотным Ярославским полком, а с конца 1915 года временно возглавлял бригаду 115-й пехотной дивизии. 24 февраля 1916 года получил в командование 459-й пехотный Миропольский полк. 30 апреля 1917 года произведён в генерал-майоры (со старшинством от 22 февраля 1916 года).
После Октябрьской революции Виноградов вступил в Добровольческую армию, в январе — апреле 1918 года участвовал в Первом Кубанском «Ледяном» походе, командовал сформированным им отрядом в корпусе генерала Май-Маевского, затем возглавлял 3-ю Астраханскую пехотную дивизию 2-го Кубанского казачьего корпуса генерала Улагая. В марте 1919 года сформировал в Бердянске новый отряд, который вошёл в состав Крымско-Азовской армии, сражался с красными под Новороссийском. 28 мая 1919 года назначен командиром 5-й пехотной дивизии Вооружённых сил Юга России, с 10 июля состоял в резерве ВСЮР. В январе—марте 1920 года командовал Сводной гренадерской дивизией, после чего был эвакуирован из Новороссийска в Крым, где состоял в резерве чинов Русской армии. В июне — октябре 1920 года являлся комендантом и начальником гарнизона Мелитополя, затем до самой эвакуации Крыма был дежурным генералом при штабе Русской армии.
В эмиграции в Югославии, до 1950 года жил в Катарро, после чего переехал в Бельгию, где скончался в сентябре 1960 года.

## Награды
Среди прочих наград Виноградов имел ордена:
- Орден Святой Анны 3-й степени (1908)
- Орден Святого Станислава 2-й степени (1911 год, мечи к этому ордену пожалованы 25 мая 1916 года)
- Орден Святого Георгия 4-й степени (11 ноября 1914 года)